# Meràs
Meràs (en francès Méras) és un municipi francès, situat a la regió d'Occitània, departament de l'Arieja.